# Miconia antioquiensis
Miconia antioquiensis är en tvåhjärtbladig växtart som beskrevs av John Julius Wurdack. Miconia antioquiensis ingår i släktet Miconia och familjen Melastomataceae. Inga underarter finns listade i Catalogue of Life.